# Lačnov (Štěchov)
Lačnov (deutsch Lacznow, 1939–45: Latschnow) ist ein Ortsteil der Gemeinde Štěchov in Tschechien. Er befindet sich zwölf Kilometer südwestlich von Boskovice und gehört zum Okres Blansko.

## Geographie
Lačnov erstreckt sich am Ostabfall der Böhmisch-Mährischen Höhe über 1,4 Kilometer Länge im Tal des Baches Lhotecký potok. Das Dorf liegt im Naturpark Lysicko. Nordöstlich befinden sich die Reste der Burg Rychvald. Im Süden erhebt sich die Kraví hlava (566 m), südwestlich der Babylon (656 m).
Nachbarorte sind Štěchov im Norden, Drnovice im Nordosten, Lysice im Osten, Žerůtky und Býkovice im Südosten, Dlouhá Lhota und Zhoř im Süden, Rašov und Strhaře im Südwesten, Kunčina Ves im Westen sowie Bedřichov im Nordwesten.

## Geschichte
Die erste urkundliche Erwähnung der zu den Žerůtkyer Gütern der Herrschaft Pernstein gehörigen Montansiedlung Lacznow stammt aus dem Jahre 1540. Zu dieser Zeit wurde bei Lacznow ein Bleibergwerk betrieben. Nachdem Hron von Náchod die Siedlung im Jahre 1590 erworben hatte, schlug er sie seiner Herrschaft Lysice zu. Lacznow bestand im Jahre 1718 aus 8 Häusern. 1739 nahm eine Eisenerzgrube den Betrieb auf, die die Blansker Eisenhütte belieferte. Ab 1750 wurden zudem Blei und Silber gefördert, dieser Bergbau erlosch 1785. Insgesamt wurden in den Gruben von Lacznow 4000 Quintal Blei- und Silbererz gefördert. Am Lhotecký potok stand ein Eisenhammer in Betrieb. Der zwischenzeitlich eingestellte Eisenerzbergbau wurde im Jahre 1800 wieder aufgenommen. Zudem entstand ein Schmelzofen für die Ausschmelzung des Eisens für die Eisenwerke Blansko. Wegen sinkender Ausbeute wurde die Eisenerzgewinnung nach kurzer Zeit wieder eingestellt. 1834 bestand das Dorf aus 23 Häusern und hatte 137 Einwohner.
Nach der Aufhebung der Patrimonialherrschaften bildete Lačnov mit dem Ortsteil Sčechov ab 1850 eine Gemeinde in der Bezirkshauptmannschaft Boskovice. Im Jahre 1854 hatte Lačnov 211 Einwohner. 1869 wurde Lačnov Teil der Gemeinde Sčechov. Nach der Auflösung des Okres Boskovice kam die Gemeinde mit Beginn des Jahres 1961 zum Okres Blansko. Lačnov hatte im Jahre 1991 70 Einwohner. Im März 2001 wurden in Lačnov 33 Häuser mit 65 Bewohnern gezählt.

## Sehenswürdigkeiten
- Reste der Burg Rychvald, nordöstlich auf einem Sporn über dem Tal des Lysický potok
- Kapelle der Jungfrau Maria
- Wegekreuz